# Punxín
Punxín (spanisch Pungín) ist eine Gemeinde (municipio) mit 755 Einwohnern (Stand: 2024) in der Provinz Ourense in der Autonomen Region (Comunidad Autónoma) Galicien im Nordwesten Spaniens.

## Lage und Klima
Punxín liegt etwa 15 km westnordwestlich von Ourense in einer Höhe von ca. 145 m. 
Das vom Atlantik geprägte Klima ist gemäßigt und nicht selten regnerisch.

## Bevölkerungsentwicklung der Gemeinde
Legende: Pungín___Punxín

Quelle: INE-Archiv – grafische Aufarbeitung für Wikipedia
Durch Fortzug in die umliegenden Städte ist die Bevölkerung seit den 1950er Jahren stetig gesunken.

## Gemeindegliederung
Die Gemeinde Punxín ist in sechs Parroquias gegliedert:
| Parroquias | Patrozinium  | Einwohner 2024 | Fläche km² | Dichte Einw./km² | Höhe msnm | Ortskennzahl |
| ---------- | ------------ | -------------- | ---------- | ---------------- | --------- | ------------ |
| Barbantes  | Santiago     | 72             | 1,97       | 37               | 165       | 32065010000  |
| Freás      | Santa María  | 92             | 2,28       | 40               | 309       | 32065020000  |
| Ourantes   | San Xoán     | 101            | 3,74       | 27               | 426       | 32065030000  |
| Punxín     | Santa María  | 300            | 5,11       | 59               | 178       | 32065040000  |
| Vilamoure  | Santo Estevo | 125            | 1,95       | 64               | 343       | 32065060000  |
| Vilela     | Santa María  | 61             | 2,04       | 30               | 342       | 32065050000  |

## Wirtschaft
| Ackerbau, Viehzucht und Fischerei                                                  | 07  | 03,15  |
| Industrie                                                                          | 040 | 018,02 |
| Bauwirtschaft                                                                      | 020 | 09,01  |
| Dienstleistungsbetriebe                                                            | 155 | 069,82 |
| Total                                                                              | 222 | 100,00 |
| * Daten aus dem Statistischen Amt für Wirtschaftliche Entwicklung in Galicien, IGE |     |        |

## Sehenswürdigkeiten
- Jakobuskirche in Barbantes
- Marienkirche in Freás
- Johanniskirche in Ourantes
- Marienkirche in Punxín
- Stefanuskirche in Vilamoure
- Marienkirche von Vilela

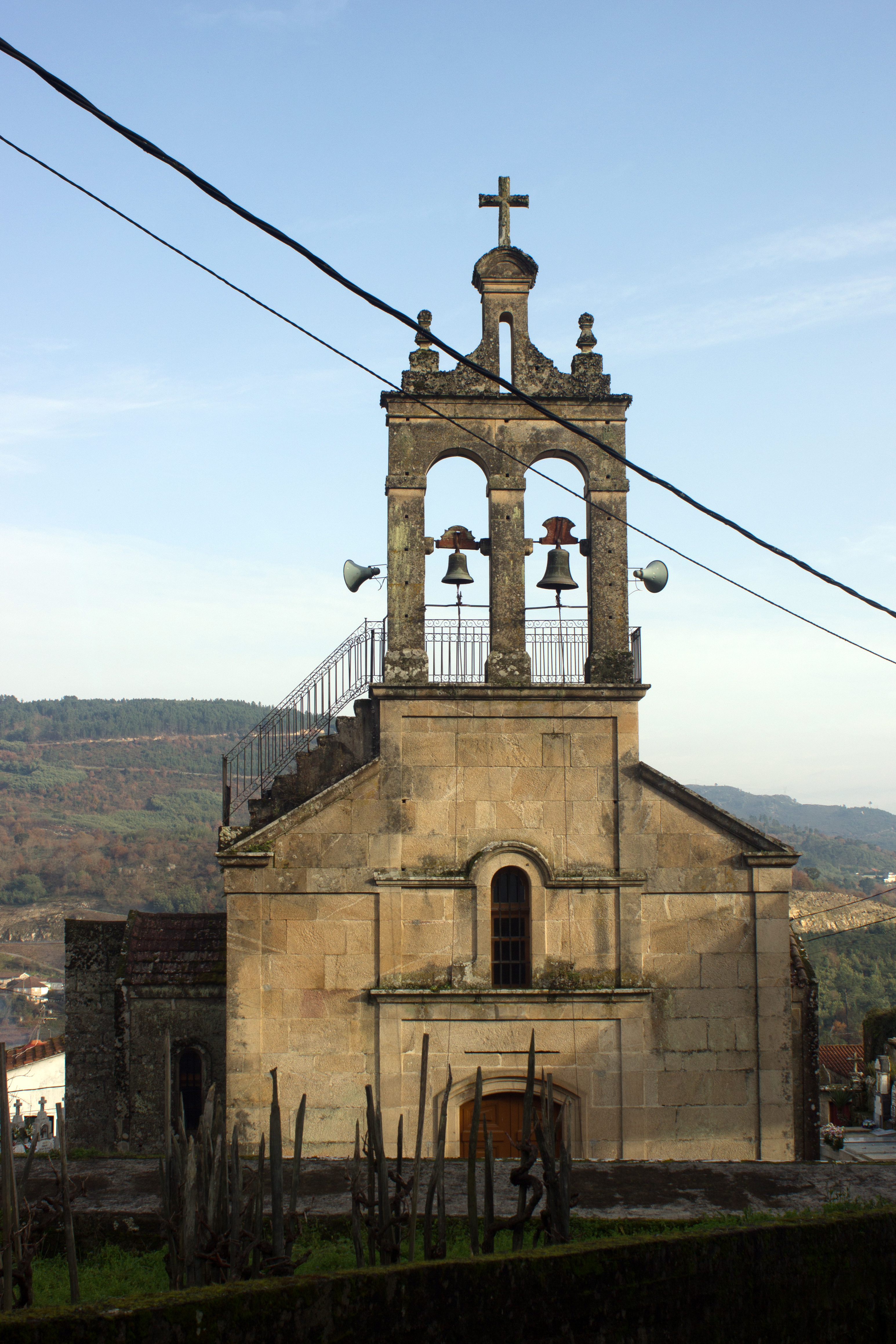
Jakobuskirche
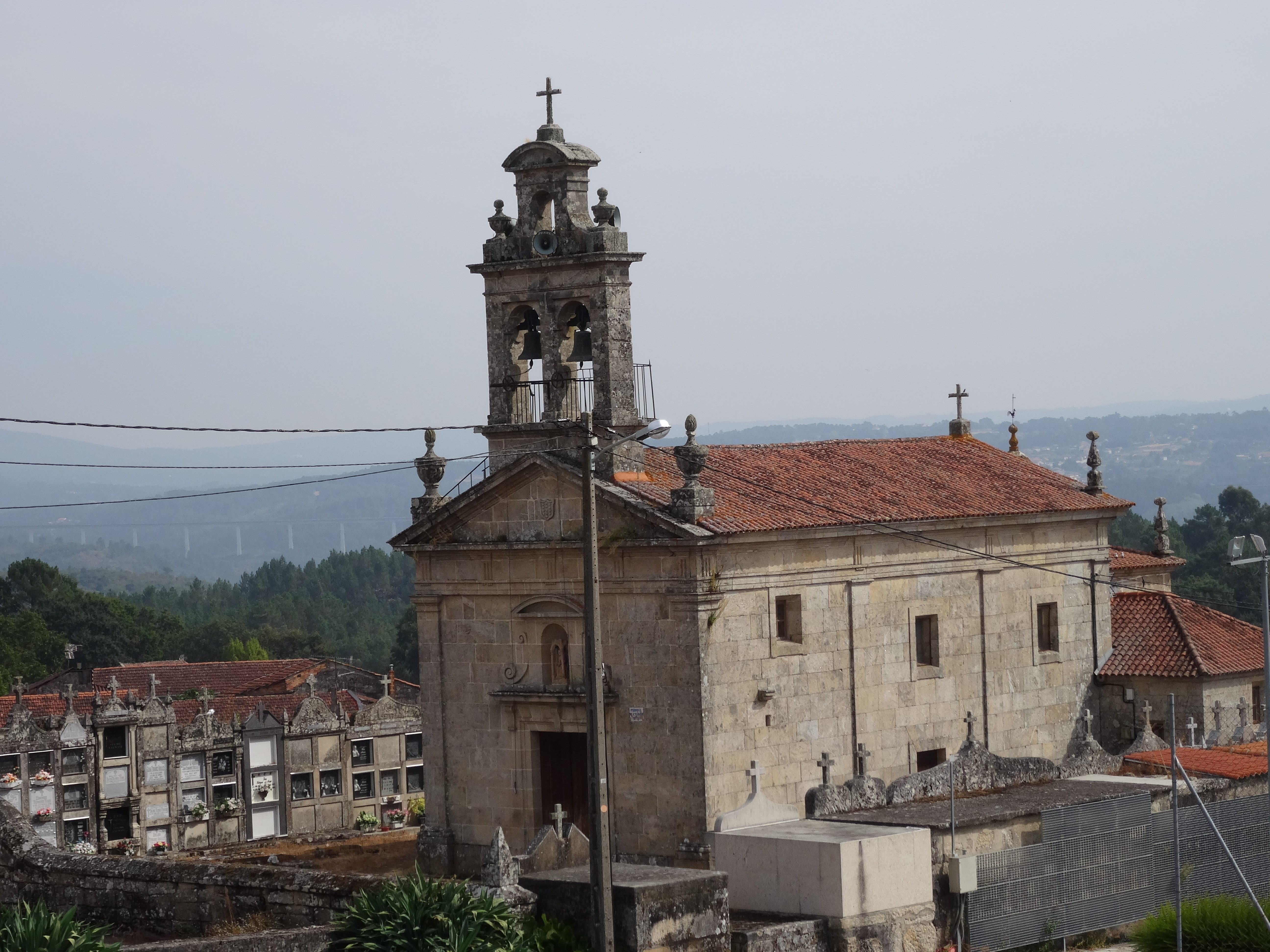
Marienkirche in Freás
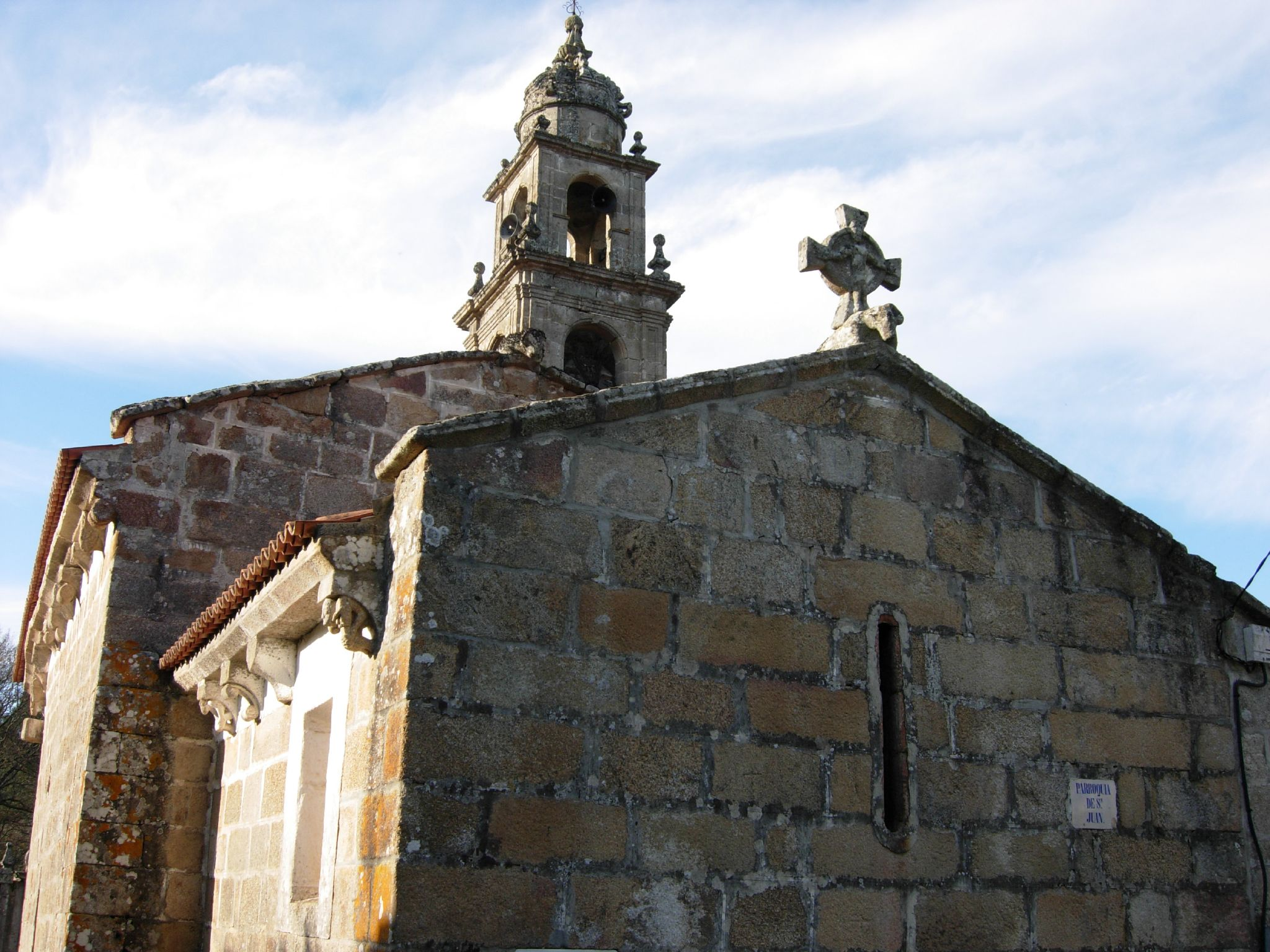
Johanniskirche
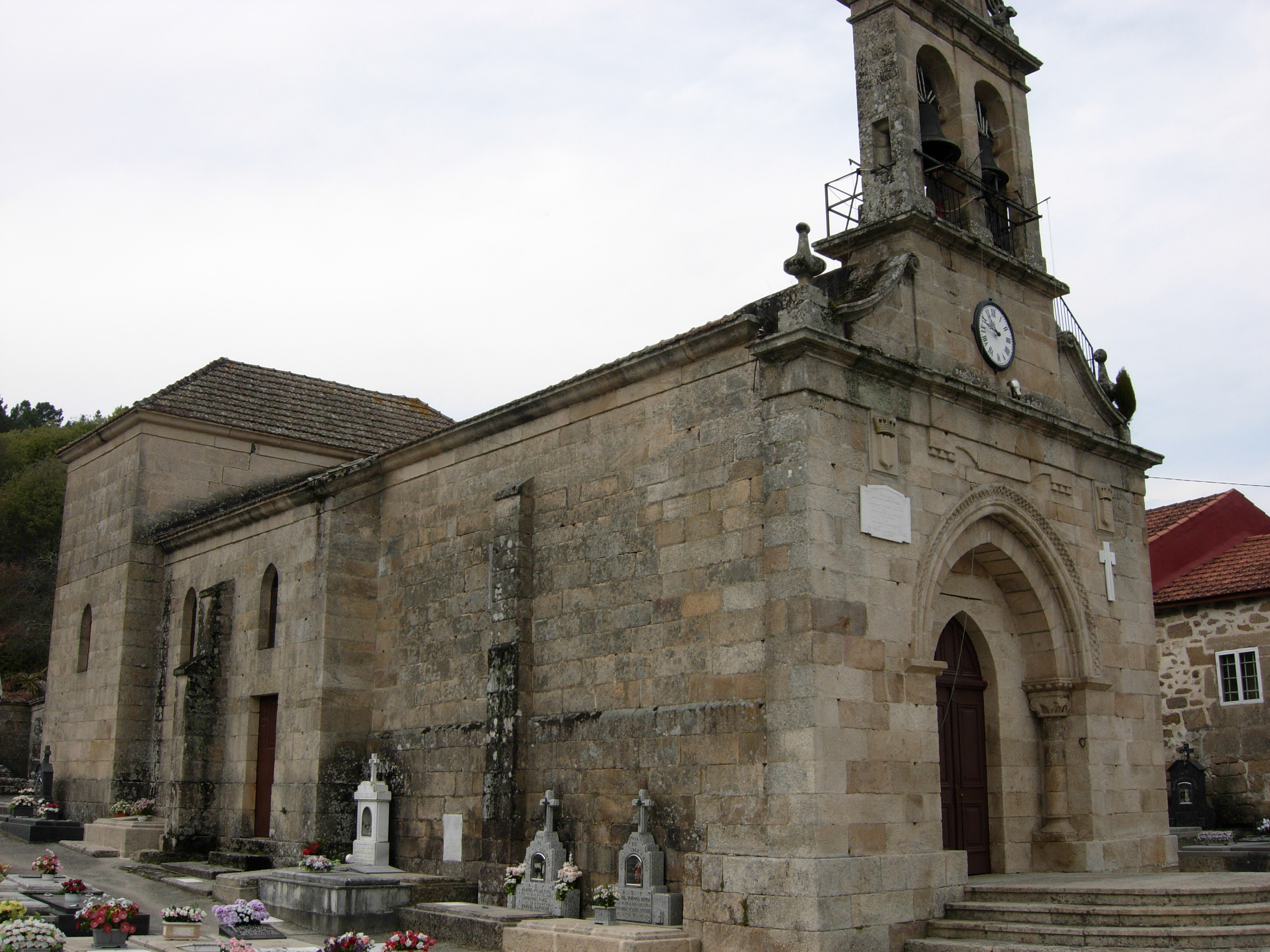
Marienkirche in Punxín
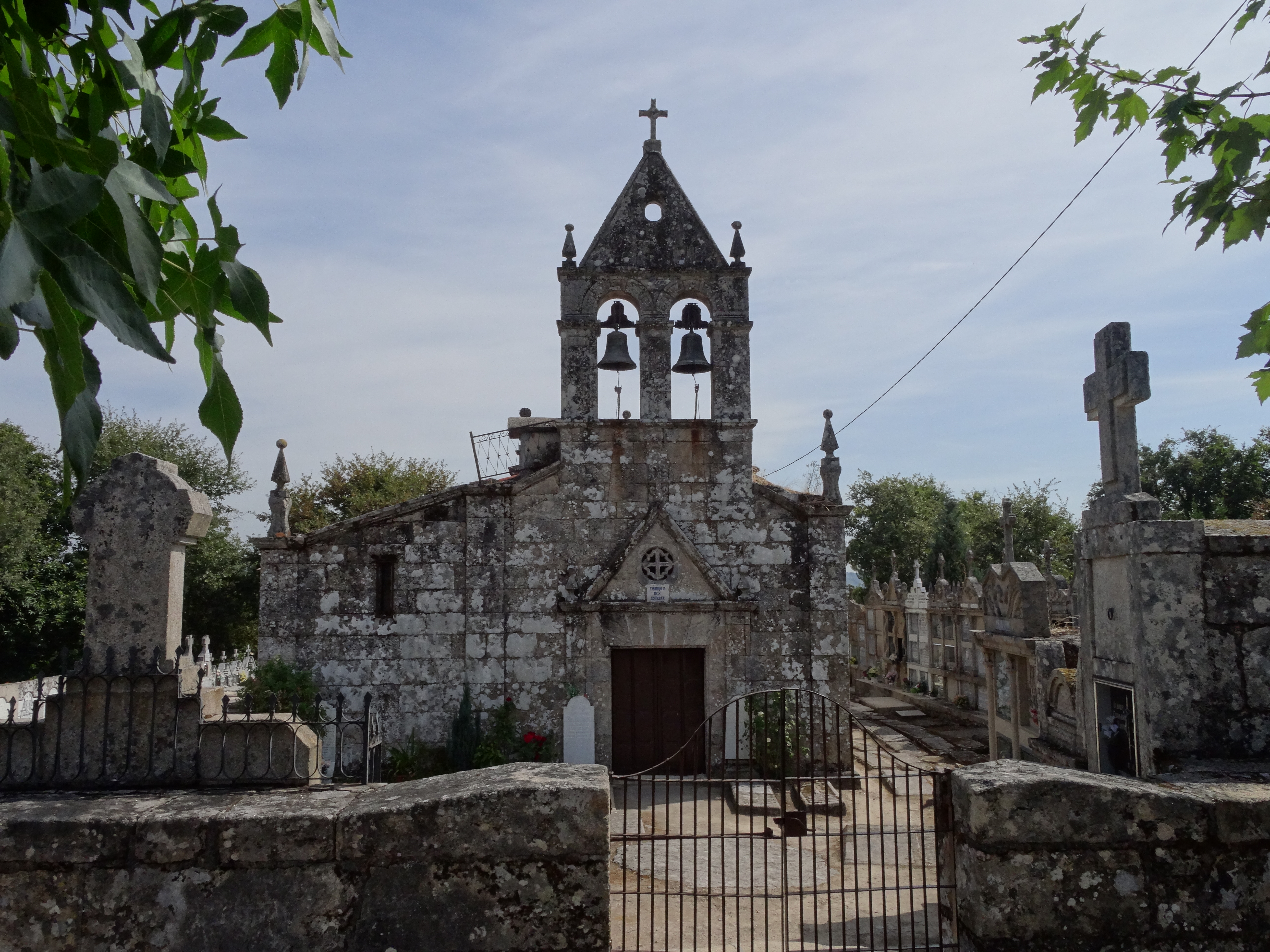
Stefanuskirche
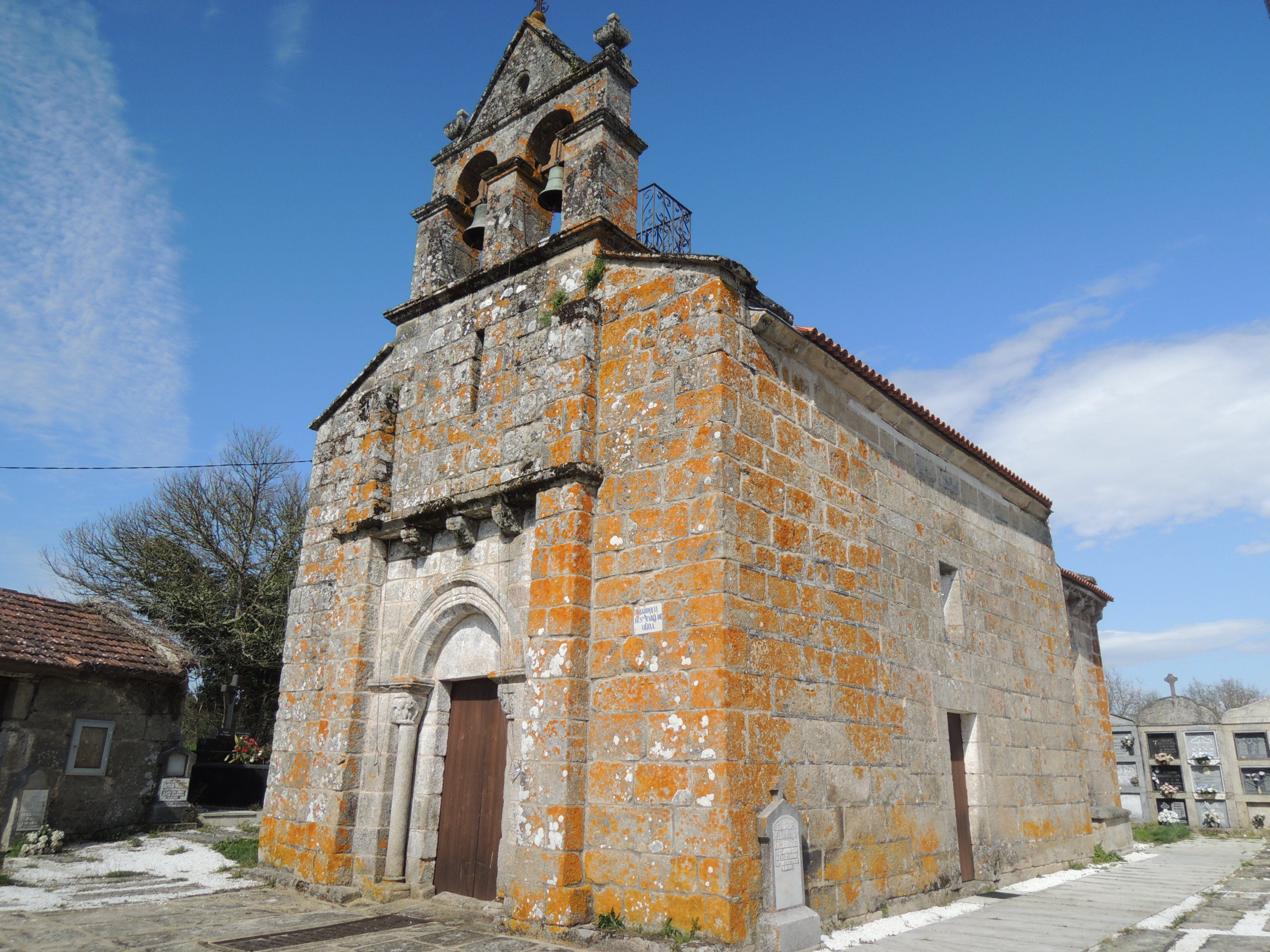
Marienkirche von Vilela